# Leia andirai
Leia andirai är en tvåvingeart som beskrevs av Lane 1950. Leia andirai ingår i släktet Leia och familjen svampmyggor. Inga underarter finns listade i Catalogue of Life.